# Holmes and Watson
Holmes and Watson es una película de acción, comedia y misterio estadounidense de 2018 dirigida y escrita por Etan Cohen, protagonizada por Will Ferrell, John C. Reilly, Lauren Lapkus, Rob Brydon, Kelly Macdonald, Rebecca Hall, Ralph Fiennes y Hugh Laurie. Se estrenó el 25 de diciembre de 2018, a través de Columbia Pictures.

## Sinopsis
Una comedia sobre los famosos personajes literarios Sherlock Holmes y el Dr. John Watson mientras usan sus brillantes mentes para resolver un misterio.

## Reparto
- Will Ferrell como Sherlock Holmes.
- John C. Reilly como John Watson.
- Lauren Lapkus como Millie.
- Rob Brydon como el Inspector Lestrade.
- Kelly Macdonald como Rose Hudson.
- Rebecca Hall como la doctora Grace Hart.
- Ralph Fiennes como el Profesor Moriarty.
- Hugh Laurie como Mycroft Holmes.
- Bella Ramsey como Flotsam.
- Scarlet Grace como Pickle.
- Noah Jupe como Doxy.

## Producción
En julio de 2008, se informó que Sacha Baron Cohen interpretaría a Holmes y Will Ferrell al Dr. Watson, en una comedia sobre Sherlock Holmes producida por Judd Apatow, con un guion escrito por Etan Cohen para Columbia Pictures.
El 17 de agosto de 2016, se informó que Ferrell y John C. Reilly protagonizarían la película Holmes and Watson, escrita y dirigida por Etan Cohen, con Ferrell interpretando a Holmes y Reilly interpretando a Watson. El 14 de noviembre del mismo año, Lauren Lapkus fue elegida para interpretar a Millie, con quien Sherlock está obsesionado. El 17 de noviembre de 2016, Rob Brydon, Kelly Macdonald y Rebecca Hall se unieron al elenco, mientras que el 6 de enero del siguiente año, Ralph Fiennes y Hugh Laurie también se sumaron al reparto. El rodaje comenzó a principios de diciembre de 2016 en Londres, en los Estudios Shepperton. A principios de febrero de 2017, el equipo de filmación se trasladó hasta el Hampton Court Palace.

## Estreno
La película fue estrenada el 25 de diciembre de 2018. Originalmente se planeaba estrenar la cinta el 3 de agosto de 2018, pero en agosto de 2017, la fecha de lanzamiento fue retrasada hasta el 9 de noviembre de 2018. Luego, se volvió a posponer la fecha hasta el 21 de diciembre de 2018.

## Recepción

### Taquilla
Holmes & Watson recaudó $30.6 millones de dólares en Estados Unidos y Canadá y $11.4 millones en otros territorios, para un total de recaudación a nivel mundial de $41.9 millones contra un presupuesto de $42 millones de dólares.
En Estados Unidos y Canadá, la película fue lanzada junto a Vice, y se proyectó que recaudaría alrededor de $19 millones de dólares tras sus primeros seis días. Hizo $6.4 millones en su primer día y $3.5 millones al segundo. En su primer fin de semana hizo $7.3 millones para un total de seis días de $19.7 millones de dólares, finalizando en séptimo lugar en la taquilla. Publicaciones mostraron numerosos reportes en redes sociales de audiencias marchándose de las presentaciones de la película de forma anticipada y The Verge argumentó que el fracaso tanto crítico como comercial de la película ilustra un cambio dentro de la industria lejos de grandes películas cómicas con estrellas prominentes.

### Crítica
Holmes & Watson ha recibido reseñas negativas de parte de la crítica y de la audiencia. En el sitio web especializado Rotten Tomatoes, la película posee una aprobación de 10%, basada en 81 reseñas, con una calificación de 3.2/10 y con un consenso crítico que dice: "Los callejones más bajos y más viles de Londres no presentan un registro más terrible de las aventuras de Sherlock Holmes y el Dr. Watson que Holmes & Watson". De parte de la audiencia tiene una aprobación de 25%, basada en 2.782 votos, con una calificación de 1.9/5.
El sitio web Metacritic le dio a la película una puntuación de 24 sobre 100, basada en 23 reseñas, indicando "reseñas generalmente desfavorables". Las audiencias encuestadas por CinemaScore le han dado a la película una "D+" en una escala de A+ a F, mientras que en el sitio IMDb los usuarios le han dado una calificación de 3.9/10, sobre la base de 36 988 votos. En la página web FilmAffinity la cinta tiene una calificación de 3.3/10, basada en 1790 votos.
La cinta ganó cuatro premios Razzie, como Peor película, Peor director (Etan Cohen), Peor actor secundario (John C. Reilly) y Peor remake, derivado o secuela.